# Lofendazam
Il lofendazam è uno psicofarmaco appartenente alla categoria delle benzodiazepine. Il Lofendazam è una 1,5-benzodiazepina, con gli atomi di azoto situati nelle posizioni 1 e 5 dell'anello diazepinico; pertanto, il lofendazam è più strettamente correlato ad altre 1,5-benzodiazepine come il clobazam.
Il lofendazam come farmaco umano ha effetti sedativi e ansiolitici simili a quelli prodotti da altri derivati delle benzodiazepine. È un metabolita attivo di un'altra benzodiazepina, l'arfendazam.